# Sinobambusa farinosa
Sinobambusa farinosa là một loài thực vật có hoa trong họ Hòa thảo. Loài này được (McClure) T.H.Wen miêu tả khoa học đầu tiên năm 1982.